# والیبال نشسته در پارالمپیک تابستانی ۲۰۲۰

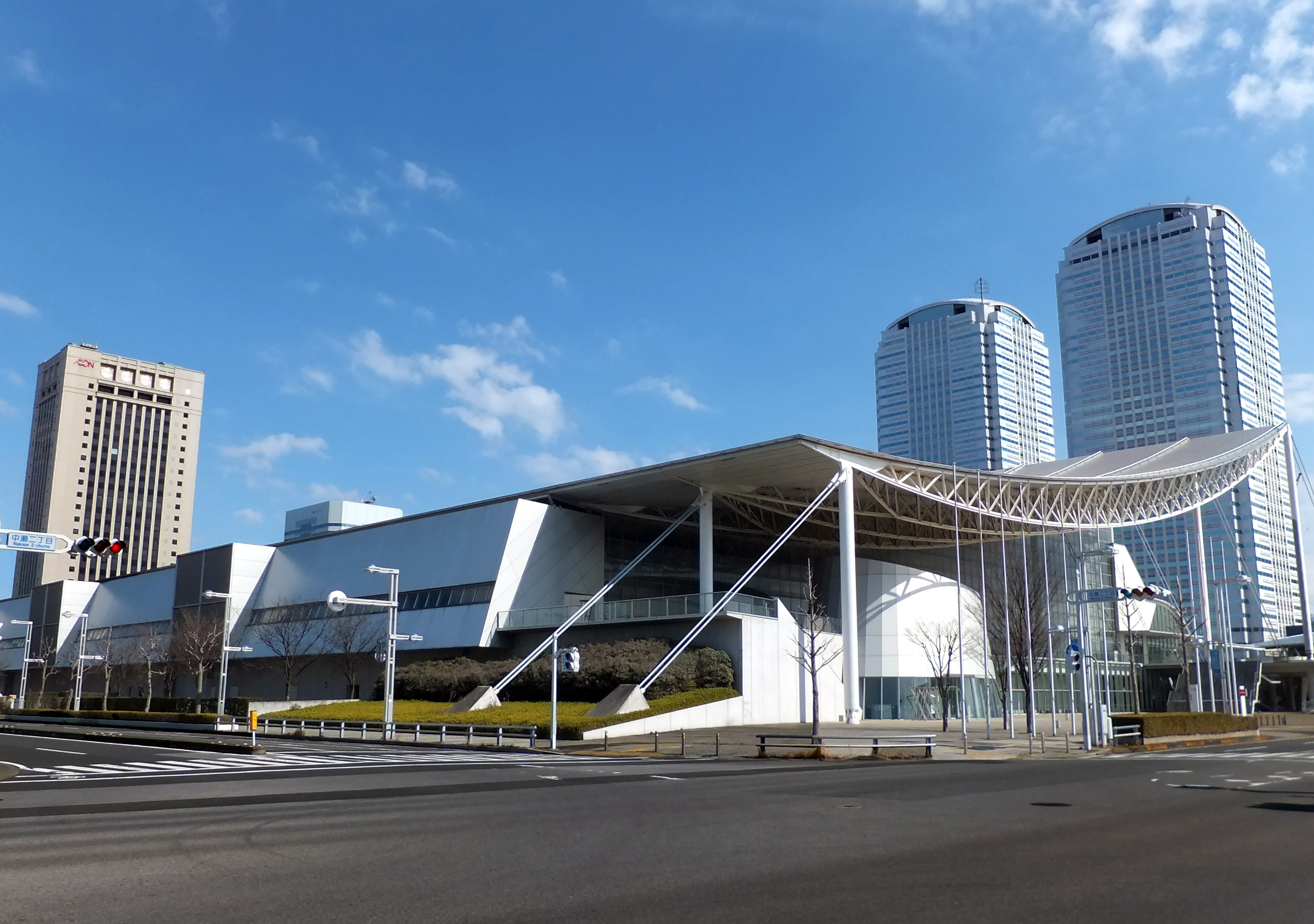
محل بازی‌های پارالمپیک تابستانی ۲۰۲۰ در ماکوهاری مسه در توکیو، ژاپن

والیبال در بازی‌های پارالمپیک تابستانی ۲۰۲۰ در ماکوهاری مسه در توکیو، ژاپن برگزار خواهد شد. دو تیم والیبال نشسته در این رویداد شرکت خواهند کرد، یک تیم مردان و یک تیم برای زنان.
بازی‌های توکیو پنجمین باری خواهد بود که زنان در والیبال نشسته شرکت خواهند کرد. همچنین پنجمین بازی‌های پارالمپیک تابستانی بدون مسابقات والیبال ایستاده خواهد بود، که از زمان معرفی والیبال در سال ۱۹۷۶ تا ۲۰۰۰ شامل شده بود..
بازی‌های المپیک و پارالمپیک تابستانی ۲۰۲۰ به دلیل دنیاگیری کووید-۱۹ به سال ۲۰۲۱ موکول شدند.

## انتخابی
۱۶ تیم (۸ مردان، ۸ زنان) در این مسابقات شرکت خواهند کرد.
در سال ۲۰۱۶ در ریو، زنان ایالات متحده برای اولین بار با شکست چین در فینال قهرمان شدند. در بخش مردان نیز ایران با شکست بوسنی و هرزگوین در فینال قهرمان شد. همه این چهار تیم بار دیگر به این مسابقات راه یافتند تا در بخش خود به شش تیم ملی دیگر بپیوندند.

### مردان
| نحوه کسب سهمیه                                          | تاریخ                | مکان     | تعداد | راه یافته                           |
| ------------------------------------------------------- | -------------------- | -------- | ----- | ----------------------------------- |
| سهمیه کشور میزبان                                       | —                    | —        | ۱     | ژاپن (JPN)                          |
| قهرمانی والیبال نشسته جهان ۲۰۱۸                         | ۱۵ – ۲۲ ژوئیه ۲۰۱۸   | لاهه     | ۲     | بوسنی و هرزگوین (BIH) · ایران (IRI) |
| قهرمانی والیبال نشسته آسیا و اقیانوسیه ۲۰۱۹             | ۱۰ – ۱۵ ژوئن ۲۰۱۹    | بانکوک   | ۱     | چین (CHN)                           |
| قهرمانی والیبال نشسته اروپا ۲۰۱۹                        | ۱۵ – ۲۰ ژوئیه ۲۰۱۹   | بوداپست  | ۱     | کمیته پارالمپیک روسیه (RPC)         |
| بازی‌های پاراپان امریکن ۲۰۱۹                             | ۲۳ – ۲۸ اوت ۲۰۱۹     | لیما     | ۱     | برزیل (BRA)                         |
| قهرمانی والیبال نشسته آفریقا ۲۰۱۹                       | ۱۹ – ۲۲ سپتامبر ۲۰۱۹ | کیگالی   | ۱     | مصر (EGY)                           |
| رویداد جهانی انتخابی نهایی والیبال نشسته پارالمپیک ۲۰۲۱ | ۱ – ۵ ژوئن ۲۰۲۱      | دویسبورگ | ۱     | آلمان (GER)                         |
| مجموع                                                   |                      |          | ۸     |                                     |

### زنان
| نحوه کسب سهمیه                                          | تاریخ                | مکان     | تعداد | راه یافته                                               |
| ------------------------------------------------------- | -------------------- | -------- | ----- | ------------------------------------------------------- |
| سهمیه کشور میزبان                                       | —                    | —        | ۱     | ژاپن (JPN)                                              |
| قهرمانی والیبال نشسته جهان ۲۰۱۸                         | ۱۵ – ۲۱ ژوئیه ۲۰۱۸   | لاهه     | ۲     | کمیته پارالمپیک روسیه (RPC) · ایالات متحده آمریکا (USA) |
| قهرمانی والیبال نشسته آسیا و اقیانوسیه ۲۰۱۹             | ۱۰ – ۱۵ ژوئن ۲۰۱۹    | بانکوک   | ۱     | چین (CHN)                                               |
| قهرمانی والیبال نشسته زنان اروپا ۲۰۱۹                   | ۱۵ – ۲۰ ژوئیه ۲۰۱۹   | بوداپست  | ۱     | ایتالیا (ITA)                                           |
| بازی‌های پاراپان امریکن ۲۰۱۹                             | ۲۳ – ۲۸ اوت ۲۰۱۹     | لیما     | ۱     | برزیل (BRA)                                             |
| قهرمانی والیبال نشسته آفریقا ۲۰۱۹                       | ۱۵ – ۱۷ سپتامبر ۲۰۱۹ | کیگالی   | ۱     | رواندا (RWA)                                            |
| رویداد جهانی انتخابی نهایی والیبال نشسته پارالمپیک ۲۰۲۰ | ۲۵ – ۲۹ فوریه ۲۰۲۰   | هالیفاکس | ۱     | کانادا (CAN)                                            |
| مجموع                                                   |                      |          | ۸     |                                                         |

## مردان

### گروه A
| رتبه | تیم                   | بازی | برد | باخت | امتیاز | SW | SL | SR    | SPW | SPL | SPR   | صلاحیت    |
| ---- | --------------------- | ---- | --- | ---- | ------ | -- | -- | ----- | --- | --- | ----- | --------- |
| ۱    | کمیته پارالمپیک روسیه | 1    | 1   | 0    | 3      | 3  | 0  | MAX   | 75  | 38  | ۱٫۹۷۴ | نیمه‌نهایی |
| ۲    | بوسنی و هرزگوین       | 1    | 1   | 0    | 3      | 3  | 0  | MAX   | 75  | 60  | ۱٫۲۵۰ | نیمه‌نهایی |
| ۳    | مصر                   | 1    | 0   | 1    | 0      | 0  | 3  | ۰٫۰۰۰ | 60  | 75  | ۰٫۸۰۰ |           |
| ۴    | ژاپن (H)              | 1    | 0   | 1    | 0      | 0  | 3  | ۰٫۰۰۰ | 38  | 75  | ۰٫۵۰۷ |           |

### گروه B
| رتبه | تیم   | بازی | برد | باخت | امتیاز | SW | SL | SR    | SPW | SPL | SPR   | صلاحیت    |
| ---- | ----- | ---- | --- | ---- | ------ | -- | -- | ----- | --- | --- | ----- | --------- |
| ۱    | ایران | 1    | 1   | 0    | 3      | 3  | 0  | MAX   | 75  | 56  | ۱٫۳۳۹ | نیمه‌نهایی |
| ۲    | برزیل | 1    | 1   | 0    | 3      | 3  | 1  | ۳٫۰۰۰ | 104 | 86  | ۱٫۲۰۹ | نیمه‌نهایی |
| ۳    | چین   | 1    | 0   | 1    | 0      | 1  | 3  | ۰٫۳۳۳ | 86  | 104 | ۰٫۸۲۷ |           |
| ۴    | آلمان | 1    | 0   | 1    | 0      | 0  | 3  | ۰٫۰۰۰ | 56  | 75  | ۰٫۷۴۷ |           |

## زنان

### گروه A
| رتبه | تیم      | بازی | برد | باخت | امتیاز | SW | SL | SR    | SPW | SPL | SPR   | صلاحیت    |
| ---- | -------- | ---- | --- | ---- | ------ | -- | -- | ----- | --- | --- | ----- | --------- |
| ۱    | برزیل    | 2    | 2   | 0    | 5      | 6  | 2  | ۳٫۰۰۰ | 191 | 158 | ۱٫۲۰۹ | نیمه‌نهایی |
| ۲    | کانادا   | 2    | 1   | 1    | 4      | 5  | 3  | ۱٫۶۶۷ | 203 | 189 | ۱٫۰۷۴ | نیمه‌نهایی |
| ۳    | ایتالیا  | 2    | 1   | 1    | 3      | 4  | 3  | ۱٫۳۳۳ | 148 | 134 | ۱٫۱۰۴ |           |
| ۴    | ژاپن (H) | 2    | 0   | 2    | 0      | 0  | 6  | ۰٫۰۰۰ | 90  | 149 | ۰٫۶۰۴ |           |

### گروه B
| رتبه | تیم                   | بازی | برد | باخت | امتیاز | SW | SL | SR    | SPW | SPL | SPR   | صلاحیت    |
| ---- | --------------------- | ---- | --- | ---- | ------ | -- | -- | ----- | --- | --- | ----- | --------- |
| ۱    | چین                   | 2    | 2   | 0    | 6      | 6  | 0  | MAX   | 151 | 63  | ۲٫۳۹۷ | نیمه‌نهایی |
| ۲    | ایالات متحده آمریکا   | 2    | 1   | 1    | 3      | 3  | 3  | ۱٫۰۰۰ | 138 | 107 | ۱٫۲۹۰ | نیمه‌نهایی |
| ۳    | کمیته پارالمپیک روسیه | 2    | 1   | 1    | 3      | 3  | 3  | ۱٫۰۰۰ | 125 | 105 | ۱٫۱۹۰ |           |
| ۴    | رواندا                | 2    | 0   | 2    | 0      | 0  | 6  | ۰٫۰۰۰ | 61  | 150 | ۰٫۴۰۷ |           |

## مدال‌ها
| رویداد        | طلا                 | نقره  | برنز            |
| ------------- | ------------------- | ----- | --------------- |
| مسابقات مردان | ایران               | روسیه | بوسنی و هرزگوین |
| مسابقات زنان  | ایالات متحده آمریکا | چین   | برزیل           |